# Timme Koster
Timme Koster (* 12. Dezember 2002) ist ein niederländischer Hürdenläufer, der sich auf den 110-Meter-Hürdenlauf spezialisiert hat.

## Sportliche Laufbahn
Erste internationale Erfahrungen sammelte Timme Koster im Jahr 2023, als er bei der 1. Liga der Team-Europameisterschaft im Zuge der Europaspiele in Chorzów in 13,91 s den fünften Platz im B-Lauf über 110 m Hürden belegte. Anschließend gelangte er bei den U23-Europameisterschaften in Espoo mit 13,52 s auf den vierten Platz. Im Jahr darauf schied er bei den Europameisterschaften in Rom mit 13,72 s im Halbfinale aus und 2025 kam er bei den Halleneuropameisterschaften in Apeldoorn mit 7,78 s nicht über den Vorlauf über 60 m Hürden hinaus.
In den Jahren 2022 und 2023 wurde Koster niederländischer Meister im 110-Meter-Hürdenlauf.

## Persönliche Bestleistungen
- 110 m Hürden: 13,45 s (+0,3 m/s), 14. Juli 2024 in La Chaux-de-Fonds
  - 60 m Hürden (Halle): 7,78 s, 6. März 2025 in Apeldoorn